# Fares Ochi
Fares Ochi, né le 8 février 1999 à Tunis, est un basketteur tunisien.

## Carrière
Formé au Club africain, il dispute le tournoi qualificatif pour les Jeux olympiques d'été de 2020 avec l'équipe de Tunisie.
Le 26 juillet 2019, il joue pour la première fois un match officiel avec l'équipe contre l'Algérie (68-67), un match pour la septième place de l'AfroCan 2019 au Mali.
Le 16 février 2022, il perd la finale du championnat arabe des nations aux Émirats arabes unis contre le Liban (69-72).
En octobre 2023, il rejoint le Beirut Sports Club sous la forme d'un prêt (huit matchs) pour la coupe arabe des clubs champions et remporte la finale contre l'Association sportive de Salé (86-75) à Doha au Qatar.

## Clubs
- 2016-2020 : Club africain (Tunisie)
- 2020-2021 : Dalia sportive de Grombalia (Tunisie)
- 2021-2024 : Club africain (Tunisie)
  - 2023 : Beirut Sports Club[4] (Liban)
- 2024-2025 : Cultural y Deportiva Leonesa (Espagne, Ligue 3)

## Palmarès

### Clubs
- Coupe de Tunisie : 2024
- Super Coupe de Tunisie : 2023
- Coupe de la Fédération : 2017, 2018
- Médaille d'or à la coupe arabe des clubs champions 2023 (Qatar)

### Sélection nationale
- Médaille d'argent au championnat arabe des nations 2022 ( Émirats arabes unis) et 2025 ( Bahreïn)
- Médaille de bronze au championnat arabe des nations 2023 ( Égypte)

### Distinctions personnelles
- Meilleur pivot du championnat de Tunisie lors de la saison 2023-2024